# Гальванічний елемент

Схема гальванічного елемента Даніеля-Якобі

Гальвані́чний елеме́нт (англ. galvanic cell) — хімічне джерело живлення, в якому використовується різниця електродних потенціалів двох металів, занурених у електроліт. Гальванічний елемент є непідзарядним хімічним джерелом електроенергії.

## Історія

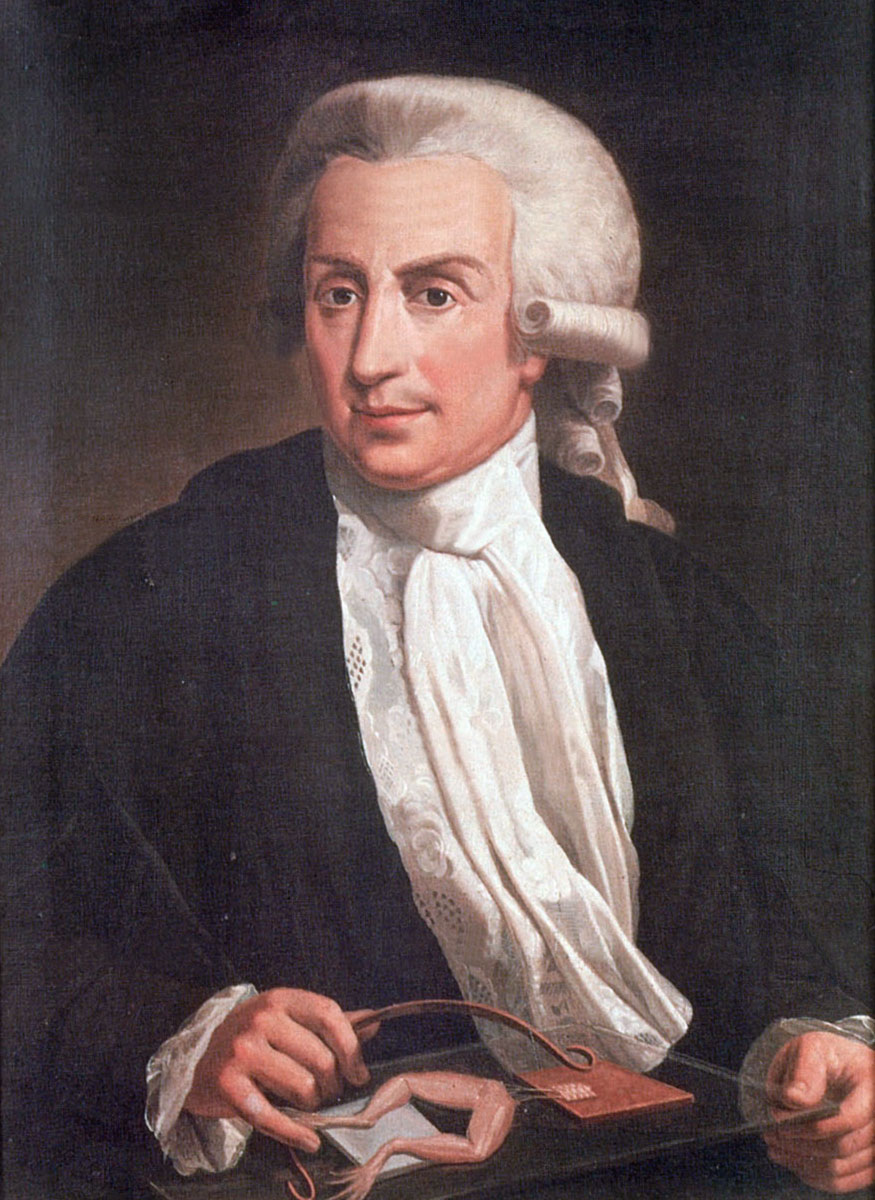
Луїджі Гальвані

Явище виникнення електричного струму при контакті різних металів було відкрито італійським фізіологом, професором медицини Болонського університету — Луїджі Гальвані у 1786 році. Гальвані описав скорочення м'язів задніх лапок жаби, закріплених на мідних гачках, при дотику сталевого скальпеля. Спостереження були пояснені першовідкривачем як прояв «тваринної електрики».
Італійський фізик і хімік Алессандро Вольта, зацікавившись дослідами Гальвані, побачив зовсім нове явище — створення потоку електричних зарядів. Перевіряючи точку зору Гальвані, А. Вольта проробив серію дослідів і дійшов до висновку, що причиною скорочення м'язів служить не «тваринна електрика», а наявність ланцюга з різних провідників в рідині.
Щоб підтвердити це, А. Вольта замінив лапку жаби електрометром і повторив дослід. У 1800 році А. Вольта вперше публічно заявляє про свої відкриття на засіданні Лондонського королівського товариства, що провідник другого класу (рідкий) знаходиться в середині і стикається з двома провідниками першого класу з двох різних металів … Внаслідок цього виникає електричний струм того чи іншого напрямку.
Російський дослідник Петров в 1802 році використовував гальванічний елемент для побудови електричної дуги.
Німецький винахідник Пауль Шмідт в 1901 році запатентував суху гальванічну батарею.

## Принцип дії
Як правило, такий елемент складається з двох різних металів, з'єднаних за допомогою соляного містка, а окремі половини комірки відокремлені одна від одної пористою мембраною. Наприклад, це може бути цинковий і мідний електроди, занурені в розчин сірчаної кислоти. Кожен із електродів зокрема разом із електролітом, в який він занурений, утворює напівелемент.
На поверхні кожного з металів, занурених в електроліт, утворюється подвійний електричний шар внаслідок переходу частини атомів металу в розчин у вигляді йонів. Як наслідок, кожен із металів отримує електричний заряд. Якщо з'єднати електроди провідником, то заряд стікатиме від електрода з більшим потенціалом, до електрода з меншим потенціалом, утворюючи електричний струм. При цьому потенціали електродів вирівнюватимуться, що призведе до порушення рівноваги між електродом і електролітом. Це, в свою чергу, спричиняє перехід нових атомів з електроду в електроліт. У результаті в замкненому колі підтримується електричний струм, який супроводжується зміною електродів: в зображеному на малюнку приладі відбувається розчинення цинкового електроду і відкладення міді на мідному .
На малюнку праворуч показана схема дещо складнішого, але досконалішого елемента, в якому кожен з металів перебуває в окремому електроліті. Електроліти з'єднані між собою соляним мостом.
Активна маса електроду — це суміш, яка складається з речовини, хімічна енергія яких під дією заряду перетворюється на електричну енергію (активна речовина), і речовин, які покращують її провідність і певні фізико-хімічні властивості.
Гальванічний елемент характеризує електроємність, виражена в ампер-годинах, яка дорівнює добутку тривалості розряду на струм розряду. Електроємність залежить від температури навколишнього середовища: при зменшенні температури електроємність падає.

## Характеристики гальванічних елементів
- Електрорушійна сила (ЕРС) гальванічного елемента залежить від матеріалу електродів і складу електроліту. ЕРС описується термодинамічними функціями протікаючих електрохімічних процесів у вигляді рівняння Нернста.
- Ємність елемента — це кількість електрики, яке джерело струму віддає при розряді. Ємність залежить від маси запасених в джерелі реагентів і ступеня їх перетворення, знижується зі зниженням температури або збільшенням розрядного струму.
- Енергія гальванічного елемента чисельно дорівнює добутку його ємності на напругу. Із збільшенням кількості речовини реагентів в елементі до певної межі, із збільшенням температури, енергія зростає. Енергію зменшує збільшення розрядного струму.
- Термін зберігання елемента, протягом якого його характеристики залишаються в заданих межах; зменшується з ростом температури зберігання.

## Використання
Принцип дії гальванічного елемента використовується в електрохімічних батареях і акумуляторах.